# 胡孟璇
胡孟璇（1923年—），女，安徽安庆人，中国卫生统计学家，曾任中山医科大学教授、博士生导师。